# Petar Lazić
Petar Lazić (Barlete pokraj Ličkog Osika, 1892., - Zagreb, 29. lipnja 1945.), bio je predsjednikom pravoslavne crkvene općine u Zagrebu za vrijeme NDH.

## Životopis
Nakon osnivanja Hrvatske pravoslavne crkve 1942. godine među najistaknutijim je članovima tijekom njezinoga djelovanja u NDH i bio je predsjednikom pravoslavne crkvene općine u Zagrebu. Nakon sloma NDH uhićen je te od Vojnog suda Komande grada Zagreba, 29. lipnja 1945. godine, osuđen na smrt strijeljanjem.
23. rujna 2010. godine Ruska Istino Pravna Pravoslavna Zagranična Crkva (RIPC) u Odesi proglasila je Preosv. Germogena i ostale, 1945. godine, ubijene svećenike HPC-a pravoslavnim mučenicima.

## Vanjske poveznice
- (engl.) Miloš Obrknežević, Development Of Orthodoxy In Croatia And The Croatian Orthodox Church, prijevod članka iz Hrvatske revije objavljenoga 1979. godine
- Na 66. obljetnicu smrti hrvatskih pravoslavnih svećenika svi umoreni proglašeni su mučenicima-svecima, članak na hrvatskipravoslavci.com